# إيسيرخرون
إيسيرخرون هي بلدة هولندية بمقاطعة درينته. وهي جزء من بلدية بورخر- أودورن, وتقع حوالي 16 كم شمال غرب إيمين.